# Szántás

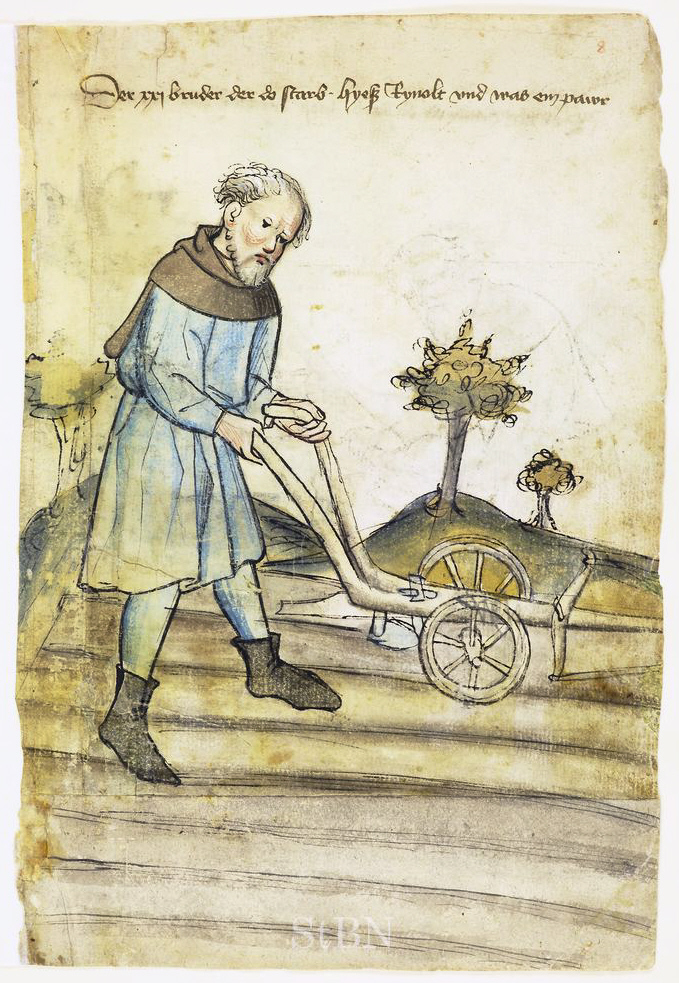
Szántás a középkorban, Amb. 317.2° Folio 8 recto (Mendel I)

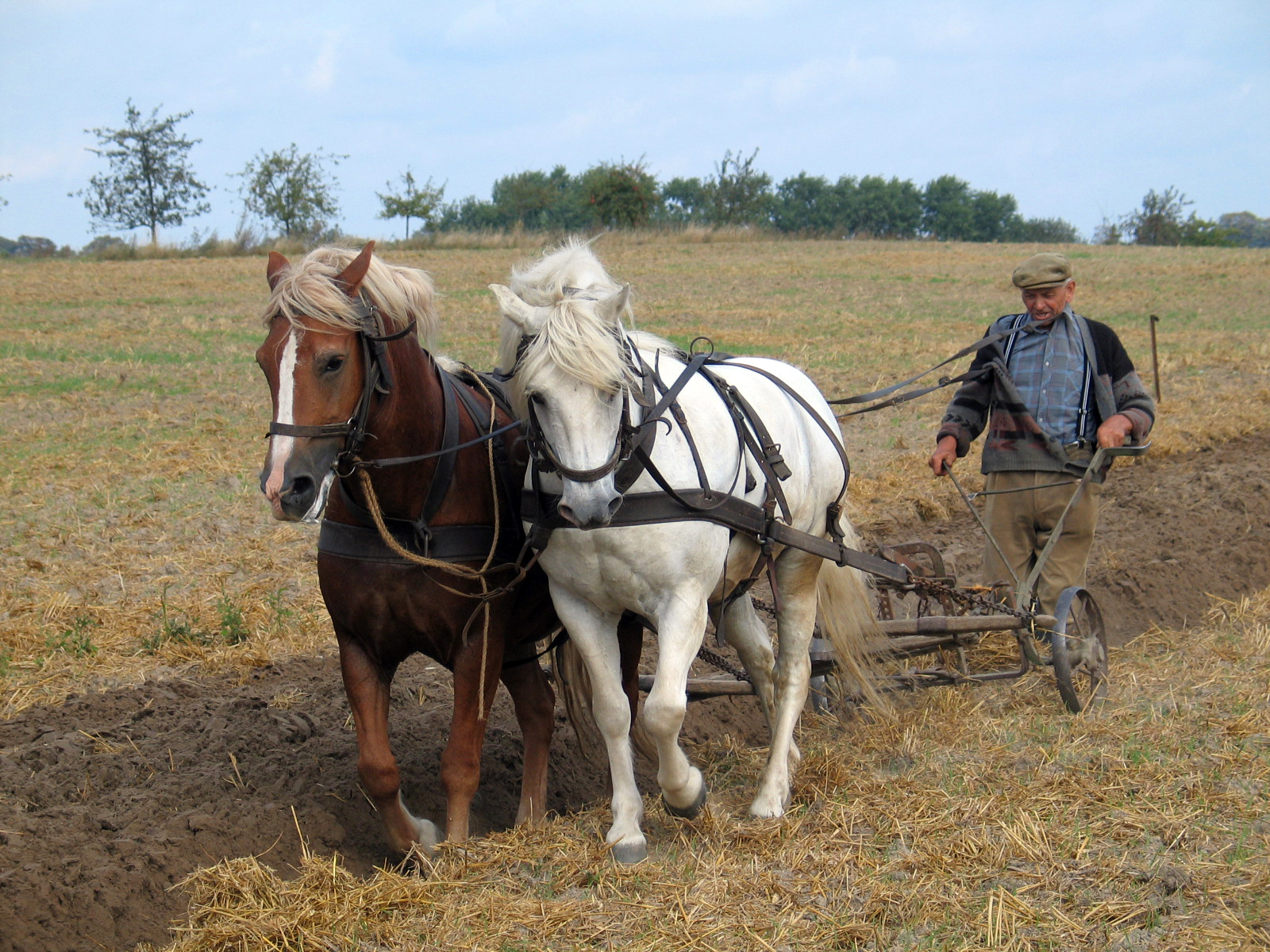
Tarlóhántás hagyományos lóekével

A szántás a földművelés, azon belül a talajjavítás egyik legfontosabb művelete, amelynek során a termőföld felszínét megmozgatják, előkészítik a vetésre. Legfontosabb eszköze az eke, amely meghatározza a szántás módját, a parcella alakját.

## Formái

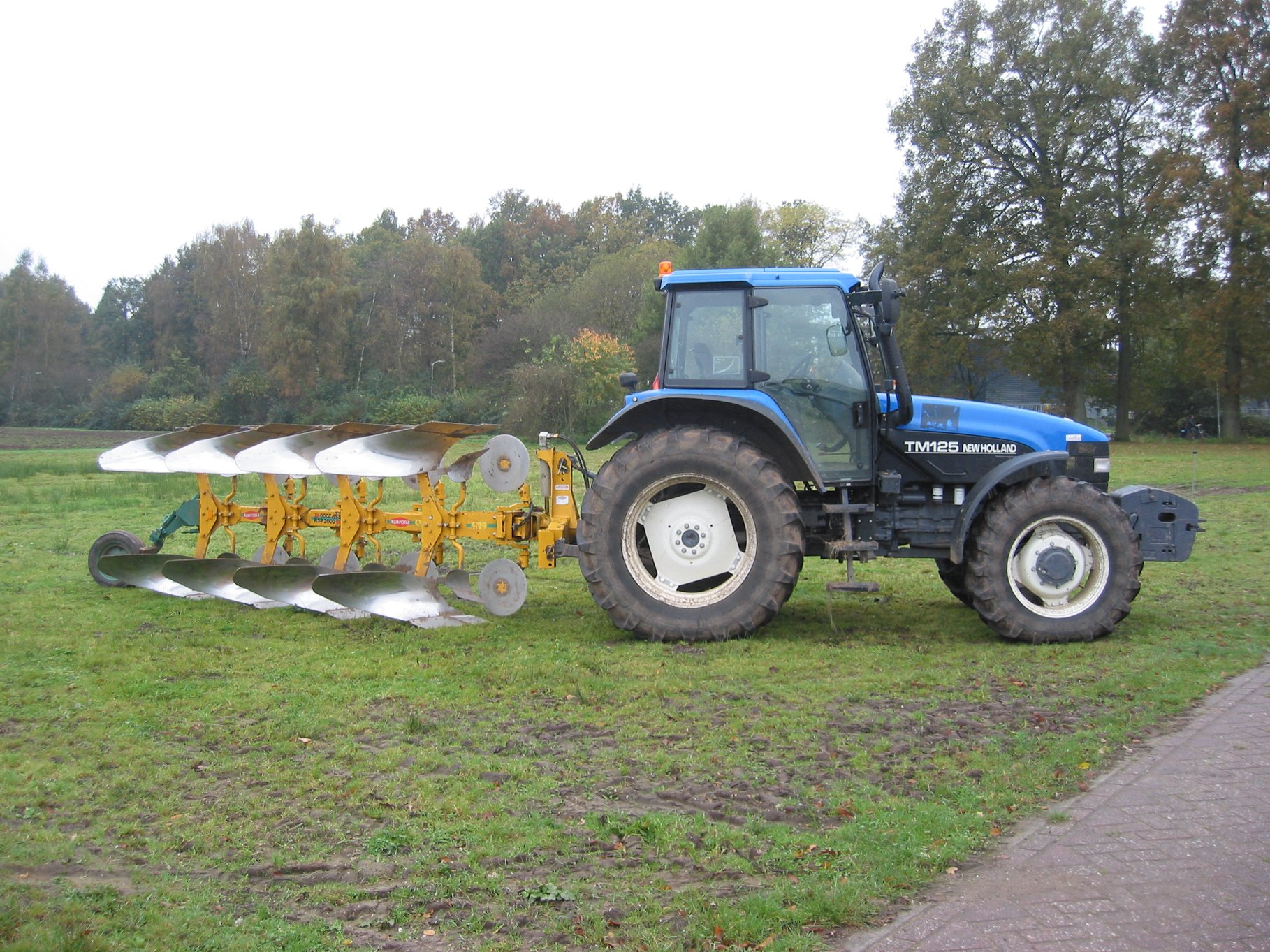
Szántás modern módszerrel

A formái szerint kétféle lehet: össze-, illetve szétszántás.

### Az összeszántás
Az összeszántást  a parcella közepén, a középbarázda mellett kezdik. Az első barázda kiszántása után, mindjárt mellette haladnak vissza.  Az eke mindig jobbra fordítja a földet, ezért a hant mindig szemközt döl egymásnak, ormót képez és a földdarab két végén keletkezik a barázda.

### Szétszántás
A szétszántás az előzővel ellenkező művelet. A szántást a földdarab két oldalán kezdik és úgy haladnak befelé, hogy végül a parcella közepén mély barázda  keletkezik. A két műveletet azonos földdarabon felváltva alkalmazzák, hogy a föld dombosodását elkerüljék, és sima, egyenletes maradjon.
A csapadékosabb, dombos tájakon (az Őrségben, az Alföld egyes  területein bakhátra szántanak, azaz 2-5 méteres közökben többször összeszántanak. Az így keletkező domború felületről, a köztük lévő széles barázdákon könnyen lefolyik az eső, és a hólé. A meredekebb hegyoldalakon  pl.: Erdélyben, a Felföldön teraszokat képeznek, hogy könnyebb legyen a szántás, a csapadék ne mossa le a vékony termőréteget és az igavonó jószágot is kíméljék.

## A szántás minősége
Sekély és mélyszántást különböztetünk meg. Ez függ a talaj típusától és a talajba ültetett növény fajtájától.
Művelési mélység szerinti csoportosítás:
- sekély szántás  (sekélyebb mint 20 cm)
- középmély szántás  (21–26 cm)
- mélyszántás  (27–32 cm)
- mélyítő szántás  (33–45 cm)
- mély forgatás (rigolírozás)  (mélyebb mint 46 cm)[3]

Rendszerint ősszel kerül sor a (leg)mélyebb szántásra. Különleges alkalmakkor (rét vagy legelő feltörésekor háromszor, négyszer is szántottak gyors egymás után. A tavaszi fordulóban általában egyszer vetés előtt  szántottak.
A szántásnak régebben a paraszti munkában fontos és tekintélyes helye volt. Ehhez számos hiedelem és szokás kapcsolódott. Elsajátítása a felnőtté válást is jelezte.

## Szántás és permakultúra
A permakultúra a szántást a talajt kiszárító, a talajfenntartó élőlények számára káros műveletként értelmezi, ezért helytelen eljárásként igyekszik minimalizálni.

## Lásd még
- vetés
- eke
- traktor

## Külső hivatkozások
- Magyar Néprajzi Lexikon
- Láng Zoltán: A zöldség-, dísznövény- és szaporítóanyag-termesztés Archiválva 2008. március 11-i dátummal a Wayback Machine-ben
- Breast Ploughs and other antique hand farm tools